# Blastobasis virgatella
Blastobasis virgatella é uma espécie de mariposa do gênero Blastobasis pertencente à família Coleophoridae.